# Ursića mlinica u Grabu
Ursića mlinica nalazi na rječici Grab u selu Grabu, Grad Trilj.

## Opis
Ursića mlinica s vodoravno položenim mlinskim kolom, smještena na gotovo samom izvoru rječice Grab, najstarija je grabska mlinica. Zbog razlike u vodostaju, Ursića mlinica se sastoji od dva dijela, odnosno ljetne i zimske mlinice koje su postavljene jedna uz drugu. Zimska mlinica ima tri, a ljetna dva mlina. U produžetku mlinice nalazi se prostorija u kojoj je nekad boravio mlinar. Građena je od priklesanog kamena, većih dimenzija. Kameni pokrov dvostrešnih krovišta zamijenjen je valovitom azbestno-cementnom pločom. Kako se sastoji od ljetnog i zimskog mlina, Ursića mlinica je jedinstvena i značajna za proučavanje tipologije mlinica na području cijele Hrvatske.

## Zaštita
Pod oznakom Z-4873 zavedena je pod vrstom "nepokretna kulturna baština - pojedinačno", pravna statusa zaštićena kulturnog dobra, klasificirano kao "javne građevine".